# Just You and I
《Just You and I》為日本歌手安室奈美惠於2017年5月31日發行的第47張單曲，為安室引退樂壇前最後一張實體單曲。

## 簡介
- 與上張實體單曲《Dear Diary／Fighter》相隔約7個月的新作。
- 標題曲《Just You and I》為日本電視台週三連續劇「成為母親」的主題曲，為自《Mint》以來再次成為連續劇主題曲，也是自《BRIGHTER DAY》以來再次成為澤尻英龍華主演劇集的主題曲[1]。
- c/w曲《Strike A Pose》為本人出演的美瞳産品「ReVIA」廣告歌曲[2]。

## 商業成績
- 發行前登上了5月24日的USEN點播榜單「USEN 點播 J-POP HOT30」第1位，罕有地成為在單曲發行與線上下載開放前便登上冠軍位置的歌曲[3]。
- 單曲發行首週空降Oricon公信榜第6位，成為安室個人單獨發展後連續第23年打進榜單前10位的單曲，打平歷代最長紀錄[4]。
- 線上下載開放後登上了10個主要音樂下載網站冠軍位置[5]，其後亦登上RecoChoku6月度單曲排行榜冠軍位置[5]。

## 曲目
| CD   | CD                                                       |
| 曲序 | 曲目                                                     |
| ---- | -------------------------------------------------------- |
| 1.   | Just You and I（日本電視台週三連續劇「成為母親」主題曲） |
| 2.   | Strike A Pose（「ReVIA」廣告歌曲）                       |
| 3.   | Just You and I（Instrumental）                           |
| 4.   | Strike A Pose（Instrumental）                            |

| DVD（CD+DVD盤限定） | DVD（CD+DVD盤限定）           |
| 曲序                | 曲目                          |
| ------------------- | ----------------------------- |
| 1.                  | Just You and I（Music Video） |